# Polo de Epidauro
Polo de Epidauro (en griego antiguo: Πῶλος Ἐπιδαύριος, siglo VIII a. C.) fue un atleta olímpico de la Antigüedad nacido en la ciudad de Epidauro.
Resultó ganador de la carrera a pie del estadio (la longitud de un estadio eran aproximadamente 192 m) durante los 17.º Juegos Olímpicos, en el 712 a. C.
Eusebio de Cesarea lo menciona en su libro Crónica como campeón olímpico.